# Под манастирската лоза
Под манастирската лоза е българска телевизионна новела от 1985 година по сценарий на Галя Бъчварова и режисура на Емил Капудалиев.
Филмът е снет по четири разказа от едноименния сборник на Елин Пелин. На екрана оживяват героите от разказите „Отец Сисой“, „Занемелите камбани“, „Изповед“ и „Чорба от греховете на отец Никодим“ като главната тема на разказа е – грехът.
Новелата е заснета от натура, под една лоза в манастир, чието име, както и самият автор е пожелал, е скрито.

## Състав

### Актьорски състав
| Роля     | Изпълнител           |
| -------- | -------------------- |
|          | з. а. Юрий Яковлев   |
|          | з. а. Васил Стойчев  |
|          | н. а. Иван Янчев     |
|          | з. а. Иван Налбантов |
|          | Велика Коларова      |
|          | Любомир Бъчваров     |
| пастирът | Иван Гайдарджиев     |